# Ono Misao
Ono Misao (jap. 小野 操; * 27. Mai 1908 in der Präfektur Tochigi; Todesdatum unbekannt) war ein japanischer Hochspringer.
Bei den Olympischen Spielen 1932 in Los Angeles wurde er Siebter.
1932 wurde er Japanischer Meister. Seine persönliche Bestleistung von 1,94 m stellte er am 15. Mai 1932 auf.